# After Hours til Dawn Stadium Tour
The After Hours til Dawn Tour is de zevende tournee van de Canadese zanger The Weeknd. De tournee werd aangekondigd via zijn social media op 20 februari 2020, maar is twee keer uitgesteld door de uitbraak van de Coronapandemie. Sabrina Claudio en Don Toliver zouden oorspronkelijk het voorprogramma van de popster in Noord-Amerika.
Op 18 oktober 2021 kondigde het management van The Weeknd aan dat de volledige tournee geannuleerd zou worden. In plaats van arena's zal de zanger nu gaan optreden in stadions. Daarnaast werd de naam veranderd van The After Hours Tour naar After Hours til Dawn Tour. De tickethouders kregen allen hun geld terug, en kregen voorrang voor de verdere ticketverkoop. De tour zal de continenten Zuid-Amerika, Europa, Azië, Afrika, het Midden-Oosten en het land Australië bezoeken.
De eerste etappe voor Noord-Amerika werd op 3 maart 2022 aangekondigd, met Doja Cat als voorprogramma. Op 20 mei 2022 had Doja Cat afgezegd, doordat ze een operatie aan haar keelamandelen moest ondergaan. Op 30 juni werd bekendgemaakt dat Mike Dean, Kaytranada en Snoh Aalegra de plek van Doja Cat innamen als voorprogramma voor The Weeknd in Noord-Amerika.
Op 28 november 2022, de dag na de laatste show in Los Angeles, kondigde The Weeknd via sociale media de data aan voor Europa en Latijns-Amerika. Deze zouden plaatsvinden in de zomer en het najaar van 2023. Uiteindelijk werden er extra shows toegevoegd in onder meer Londen, Nice en Parijs door de hoge vraag. Op 24 augustus 2023 werd het voorlopig einde van de tournee aangekondigd met 11 shows in Australië en Nieuw-Zeeland verspreid over vier steden.

## Setlist
De setlist voor Noord-Amerika:
1. "Alone Again"
2. "Gasoline"
3. "Sacrifice" (Swedish House Mafia Remix)
4. "How Do I Make You Love Me?"
5. "Can't Feel My Face"
6. "Take My Breath"
7. "Hurricane"
8. "The Hills"
9. "Often"
10. "Crew Love"
11. "Starboy"
12. "Heartless"
13. "Low Life"
14. "Or Nah"
15. "Kiss Land"
16. "Party Monster"
17. "Faith"
18. "After Hours"
19. "Out of Time"
20. "I Feel It Coming"
21. "Die for You"
22. "Is There Someone Else?"
23. "I Was Never There"
24. "Wicked Games"
25. "Call Out My Name"
26. "The Morning"
27. "Save Your Tears"
28. "Less than Zero"
29. "Blinding Lights"

De setlist voor Europa is niet representatief voor alle shows in Europa. Regelmatig werden er nummers vervangen of extra toegevoegd. Zo zong Abel verschillende nummers uit de serie The Idol, waar hij in acteerde. In Amsterdam werd de eerste show The Knowing gezongen als bonus nummer, en de tweede show het nummer High For This. In Brussel werd de eerste show de nummers Tell Your Friends en Dirty Diana gezongen, de laatste is een cover van Michael Jackson. Dit is de setlist die overeenkomt met de Londen show op 18 augustus 2023:
1. "Take My Breath"
2. "Sacrifice" (Swedish House Mafia Remix)
3. "How Do I Make You Love Me?"
4. "Can't Feel My Face"
5. "Lost in the Fire"
6. "Hurricane"
7. "The Hills"
8. "Kiss Land"
9. "Often"
10. "Crew Love"
11. "Starboy"
12. "House of Balloons"
13. "Heartless"
14. "Low Life"
15. "Reminder"
16. "Party Monster"
17. "Faith"
18. "After Hours"
19. "Out of Time"
20. "I Feel It Coming"
21. "Die for You"
22. "Is There Someone Else?"
23. "I Was Never There"
24. "Wicked Games"
25. "Call Out My Name"
26. "The Morning"
27. "Save Your Tears"
28. "Less than Zero"
29. "Blinding Lights"
30. "Tears in the Rain"
31. "Popular"
32. "In Your Eyes"
33. "Moth to a Flame"

De setlist voor Latijns-Amerika:
1. "La Fama"
2. "False Alarm"
3. "Party Monster"
4. "Take My Breath"
5. "Sacrifice" (Swedish House Mafia Remix)
6. "How Do I Make You Love Me?"
7. "Can't Feel My Face"
8. "Lost In The Fire"
9. "Hurricane"
10. "The Hills"
11. "Kiss Land"
12. "Often"
13. "Crew Love"
14. "Starboy"
15. "Pray For Me"
16. "House Of Balloons"
17. "Heartless"
18. "Low Life"
19. "Reminder"
20. "Circus Maximus"
21. "Stargirl Interlude"
22. "Faith"
23. "After Hours"
24. "Earned It"
25. "In The Night" / "Wasted Times"
26. "Love Me Harder"
27. "Out of Time"
28. "I Feel It Coming"
29. "Die for You"
30. "Is There Someone Else?"
31. "I Was Never There"
32. "Wicked Games"
33. "Call Out My Name"
34. "The Morning"
35. "Save Your Tears" / "Alone Again"
36. "Less than Zero"
37. "Blinding Lights"
38. "Tears In The Rain"
39. "Creepin'"
40. "Popular"
41. "In Your Eyes"
42. "Moth To A Flame"

De setlist voor Australië en Nieuw-Zeeland:
1. "Wake Me Up"
2. "After Hours"
3. "Too Late"
4. "Take My Breath"
5. "Sacrifice"
6. "How Do I Make You Love Me?"
7. "Can't Feel My Face"
8. "Lost in the Fire"
9. "Hurricane"
10. "The Hills"
11. "Kiss Land"
12. "Often"
13. "House of Balloons / Glass Table Girls"
14. "Starboy"
15. "Party Monster"
16. "High for This"
17. "Faith"
18. "One of the Girls"
19. "São Paulo"
20. "Heartless"
21. "Repeat After Me (Interlude)"
22. "Low Life"
23. "Reminder"
24. "Creepin'"
25. "Popular"
26. "In Your Eyes"
27. "I Feel It Coming"
28. "Die For You"
29. "Is There Someone Else?"
30. "I Was Never There"
31. "Wicked Games"
32. "Call Out My Name"
33. "Save Your Tears"
34. "Less than Zero"
35. "Blinding Lights"
36. "In Heaven"
37. "Dancing in the Flames"
38. "Open Hearts"
39. "Moth to a Flame"

## Shows
| 14 juli 2022      | Philadelphia                                                                    | Verenigde Staten    | Lincoln Financial Field            | Mike Dean Kaytranada          |
| 16 juli 2022      | East Rutherford                                                                 | Verenigde Staten    | MetLife Stadium                    | Mike Dean Kaytranada          |
| 21 juli 2022      | Foxborough                                                                      | Verenigde Staten    | Gillette Stadium                   | Mike Dean Kaytranada          |
| 24 juli 2022      | Chicago                                                                         | Verenigde Staten    | Soldier Field                      | Mike Dean Kaytranada          |
| 27 juli 2022      | Detroit                                                                         | Verenigde Staten    | Ford Field                         | Mike Dean Kaytranada          |
| 30 juli 2022      | Landover                                                                        | Verenigde Staten    | FedEx Field                        | Mike Dean Kaytranada          |
| 4 augustus 2022   | Tampa                                                                           | Verenigde Staten    | Raymond James Stadium              | Mike Dean Kaytranada          |
| 6 augustus 2022   | Miami Gardens                                                                   | Verenigde Staten    | Hard Rock Stadium                  | Mike Dean Kaytranada          |
| 11 augustus 2022  | Atlanta                                                                         | Verenigde Staten    | Mercedes-Benz Stadium              | Mike Dean Snol Aalegra        |
| 14 augustus 2022  | Arlington                                                                       | Verenigde Staten    | AT&T Stadium                       | Mike Dean Snol Aalegra        |
| 18 augustus 2022  | Denver                                                                          | Verenigde Staten    | Empower Field at Mile High         | Mike Dean Kaytranada          |
| 20 augustus 2022  | Las Vegas                                                                       | Verenigde Staten    | Allegiant Stadium                  | Mike Dean Kaytranada          |
| 23 augustus 2022  | Vancouver                                                                       | Canada              | BC Place                           | Mike Dean Kaytranada          |
| 25 augustus 2022  | Seattle                                                                         | Verenigde Staten    | Lumen Field                        | Mike Dean Snoh Aalegra        |
| 27 augustus 2022  | Santa Clara                                                                     | Verenigde Staten    | Levi's Stadium                     | Mike Dean Snoh Aalegra        |
| 30 augustus 2022  | Glendale                                                                        | Verenigde Staten    | State Farm Stadium                 | Mike Dean Kaytranada          |
| 2 september 2022  | Inglewood                                                                       | Verenigde Staten    | SoFi Stadium                       | Mike Dean Kaytranada          |
| 22 september 2022 | Toronto (Oorspronkelijk beginplaats, maar verplaatst door stroomstoring)        | Canada              | Rogers Centre                      | Mike Dean Kaytranada          |
| 23 september 2022 | Toronto (Extra show)                                                            | Canada              | Rogers Centre                      | Mike Dean Kaytranada          |
| 26 november 2022  | Inglewood (Oorspronkelijk op 3 september 2022, maar verplaatst door stem kwijt) | Verenigde Staten    | SoFi Stadium                       | Mike Dean Kaytranada          |
| 27 november 2022  | Inglewood (Extra show)                                                          | Verenigde Staten    | SoFi Stadium                       | Mike Dean Kaytranada          |
| Leg 2 — Europa    |                                                                                 |                     |                                    |                               |
| 6 juni 2023       | Lissabon                                                                        | Portugal            | Passeio Maritimo de Algés          | Kaytranada Mike Dean          |
| 10 juni 2023      | Manchester                                                                      | Verenigd Koninkrijk | Etihad Stadium                     | Kaytranada Mike Dean          |
| 14 juni 2023      | Horsens                                                                         | Denemarken          | Nordstern Arena                    | Kaytranada Mike Dean          |
| 17 juni 2023      | Stockholm                                                                       | Zweden              | Tele2 Arena                        | Kaytranada Mike Dean          |
| 18 juni 2023      | Stockholm                                                                       | Zweden              | Tele2 Arena                        | Kaytranada Mike Dean          |
| 20 juni 2023      | Oslo                                                                            | Noorwegen           | Telenor Arena                      | Kaytranada Mike Dean          |
| 23 juni 2023      | Amsterdam                                                                       | Nederland           | Johan Cruyff ArenA                 | Kaytranada Mike Dean          |
| 24 juni 2023      | Amsterdam                                                                       | Nederland           | Johan Cruyff ArenA                 | Kaytranada Mike Dean          |
| 28 juni 2023      | Dublin                                                                          | Ierland             | Marlay Park                        | Kaytranada Mike Dean          |
| 2 juli 2023       | Hamburg                                                                         | Duitsland           | Volksparkstadion                   | Kaytranada Mike Dean          |
| 4 juli 2023       | Dusseldorf                                                                      | Duitsland           | Merkur Spiel-Arena                 | Kaytranada Mike Dean          |
| 7 juli 2023       | Londen                                                                          | Verenigd Koninkrijk | London Stadium                     | Kaytranada Mike Dean          |
| 8 juli 2023       | Londen                                                                          | Verenigd Koninkrijk | London Stadium                     | Kaytranada Mike Dean          |
| 11 juli 2023      | Brussel                                                                         | België              | Koning Boudewijnstadion            | Kaytranada Mike Dean          |
| 12 juli 2023      | Brussel                                                                         | België              | Koning Boudewijnstadion            | Kaytranada Mike Dean          |
| 14 juli 2023      | Frankfurt am Main                                                               | Duitsland           | Deutsche Bank Park                 | Kaytranada Mike Dean          |
| 18 juli 2023      | Madrid                                                                          | Spanje              | Civitas Metropoliano               | Kaytranada Mike Dean          |
| 20 juli 2023      | Barcelona                                                                       | Spanje              | Estadi Olimpic Lluis Companys      | Kaytranada Mike Dean          |
| 22 juli 2023      | Nice                                                                            | Frankrijk           | Allianz Riviera                    | Kaytranada Mike Dean          |
| 23 juli 2023      | Nice                                                                            | Frankrijk           | Allianz Riviera                    | Kaytranada Mike Dean          |
| 26 juli 2023      | Milaan                                                                          | Italië              | Ippodromo La Maura                 | Kaytranada Mike Dean          |
| 29 juli 2023      | Parijs                                                                          | Frankrijk           | Stade de France                    | Kaytranada Mike Dean          |
| 30 juli 2023      | Parijs                                                                          | Frankrijk           | Stade de France                    | Kaytranada Mike Dean          |
| 1 augustus 2023   | Bordeaux                                                                        | Frankrijk           | Matmut Atlantique                  | Kaytranada Mike Dean          |
| 4 augustus 2023   | München                                                                         | Duitsland           | Olympiastadion                     | Kaytranada Mike Dean          |
| 6 augustus 2023   | Praag                                                                           | Tsjechië            | Letňany                            | Kaytranada Mike Dean          |
| 9 augustus 2023   | Warschau                                                                        | Polen               | PGE Narodowy                       | Kaytranada Mike Dean          |
| 12 augustus 2023  | Tallinn                                                                         | Estland             | Lauluväljak                        | Kaytranada Mike Dean          |
| 18 augustus 2023  | Londen                                                                          | Verenigd Koninkrijk | Wembley Stadion                    | Kaytranada Mike Dean          |
| Latijns-Amerika   |                                                                                 |                     |                                    |                               |
| 26 september 2023 | Monterrey                                                                       | Mexico              | Estadio BBVA Bancomer              | Kaytranada Mike Dean          |
| 29 september 2023 | Mexico                                                                          | Mexico              | Foro Sol                           | Kaytranada Mike Dean          |
| 30 september 2023 | Mexico                                                                          | Mexico              | Foro Sol                           | Kaytranada Mike Dean          |
| 4 oktober 2023    | Bogotá                                                                          | Colombia            | Estadio El Campín                  | Kaytranada Mike Dean          |
| 7 oktober 2023    | Rio de Janeiro                                                                  | Brazilië            | Estádio Olímpico Nilton Santos     | Kaytranada Mike Dean          |
| 10 oktober 2023   | São Paulo                                                                       | Brazilië            | Allianz Parque                     | Kaytranada Mike Dean          |
| 11 oktober 2023   | São Paulo                                                                       | Brazilië            | Allianz Parque                     | Kaytranada Mike Dean          |
| 15 oktober 2023   | Santiago                                                                        | Chili               | Estadio Bicentenario de La Florida | Kaytranada Mike Dean          |
| 18 oktober 2023   | Buenos Aires                                                                    | Argentinië          | Estadio River Plate                | Kaytranada Mike Dean          |
| 18 oktober 2023   | Buenos Aires                                                                    | Argentinië          | Estadio River Plate                | Kaytranada Mike Dean          |
| 22 oktober 2023   | Lima                                                                            | Peru                | Estadio Universidad San Marcos     | Kaytranada Mike Dean          |
| 25 oktober 2023   | Guadalajara                                                                     | Mexico              | Estadio Akron                      | Kaytranada Mike Dean          |
| Oceanië           |                                                                                 |                     |                                    |                               |
| 5 oktober 2024    | Melbourne                                                                       | Australië           | Marvel Stadium                     | Mike Dean Chxrry22 Anna Lunoe |
| 6 oktober 2024    | Melbourne                                                                       | Australië           | Marvel Stadium                     | Mike Dean Chxrry22 Anna Lunoe |
| 22 oktober 2024   | Sydney                                                                          | Australië           | Accor Stadium                      | Mike Dean Chxrry22 Anna Lunoe |
| 23 oktober 2024   | Sydney                                                                          | Australië           | Accor Stadium                      | Mike Dean Chxrry22 Anna Lunoe |

| Datum            | Stad      | Land          | Stadion           | Openingsact        |
| Oceanië          | Oceanië   | Oceanië       | Oceanië           | Oceanië            |
| ---------------- | --------- | ------------- | ----------------- | ------------------ |
| 20 november 2023 | Brisbane  | Australië     | Suncorp Stadium   | Mike Dean Chxrry22 |
| 21 november 2023 | Brisbane  | Australië     | Suncorp Stadium   | Mike Dean Chxrry22 |
| 24 november 2023 | Sydney    | Australië     | Accor Stadium     | Mike Dean Chxrry22 |
| 25 november 2023 | Sydney    | Australië     | Accor Stadium     | Mike Dean Chxrry22 |
| 27 november 2023 | Sydney    | Australië     | Accor Stadium     | Mike Dean Chxrry22 |
| 1 december 2023  | Melbourne | Australië     | Docklands Stadium | Mike Dean Chxrry22 |
| 2 december 2023  | Melbourne | Australië     | Docklands Stadium | Mike Dean Chxrry22 |
| 4 december 2023  | Melbourne | Australië     | Docklands Stadium | Mike Dean Chxrry22 |
| 5 december 2023  | Melbourne | Australië     | Docklands Stadium | Mike Dean Chxrry22 |
| 8 december 2023  | Auckland  | Nieuw-Zeeland | Eden Park         | Mike Dean Chxrry22 |
| 9 december 2023  | Auckland  | Nieuw-Zeeland | Eden Park         | Mike Dean Chxrry22 |